# Alopecosa wenxianensis
Alopecosa wenxianensis este o specie de păianjeni din genul Alopecosa, familia Lycosidae, descrisă de Tang et al., 1997. Conform Catalogue of Life specia Alopecosa wenxianensis nu are subspecii cunoscute.